# Mancenans-Lizerne
Mancenans-Lizerne település Franciaországban, Doubs megyében. Lakosainak száma 184 fő (2022. január 1.). Mancenans-Lizerne Les Bréseux, Mont-de-Vougney és Orgeans-Blanchefontaine községekkel határos.

## Népesség
A település népességének változása:
| Lakosok száma | 98   | 131  | 131  | 162  | 186  | 190  | 192  | 193  | 191  | 184  |
|               | 1968 | 1982 | 1990 | 2006 | 2013 | 2015 | 2017 | 2019 | 2020 | 2022 |